# Trasduttore
Il trasduttore (dall'inglese transducer, der. negli anni 1920 dal latino trans-ducere, guidare-condurre + attraverso-passare oltre) è un dispositivo in grado di convertire una forma di energia, in una diversa. 
Il dispositivo può essere attivo o passivo, meccanico o elettrico, e può essere caratterizzato da alcuni parametri quali sensibilità, linearità, risposta in frequenza, impedenza interna e stabilità.
Raramente, l'uscita di un trasduttore può essere direttamente collegata ad uno strumento di misura, di elaborazione o di visualizzazione. Il segnale elettrico in uscita dal sensore/trasduttore, oltre a contenere componenti indesiderate, è in genere troppo rumoroso e debole (valori dell’ordine dei millivolt o dei picoampere) per poter essere trasmesso a distanza. In questo caso è necessaria la presenza di un circuito di interfaccia che ottimizzi il collegamento fra dispositivo sensibile e carico.
In molti casi la distinzione tra sensore e trasduttore non è così netta e delineata e molto spesso nella letteratura tecnica e nella pratica comune i due termini sono utilizzati come sinonimi.

## Descrizione
I trasduttori presentano una grandezza (o segnale) in entrata e una grandezza (o segnale) in uscita; la grandezza in uscita varia al variare della grandezza in ingresso ed è legata a essa mediante una funzione matematica più o meno complessa, chiamata caratteristica del trasduttore o funzione di trasferimento del trasduttore: conoscendo la funzione di trasferimento e la grandezza in uscita è quindi possibile conoscere il valore della grandezza in ingresso e viceversa.
Per trasduttore si intende anche un dispositivo in grado di trasformare una forma di energia in un'altra forma tramite uno o più sistemi di trasformazione. Una grandezza caratteristica di un trasduttore in questo senso è il suo 'rendimento:.
data l'energia {\displaystyle E_{i}}in ingresso nel sistema, e un'altra {\displaystyle E_{u}}in uscita dal sistema, si dice "rendimento" il rapporto: {\displaystyle {\frac {E_{u}}{E_{i}}}}
Nel caso ideale in cui le perdite di energia nel sistema siano nulle, il rendimento sarà evidentemente massimo e pari a 1, cioè quando {\displaystyle E_{u}=E_{i}}
Il rendimento in un sistema reale, trasduttore di energia, è quindi una grandezza positiva minore di 1 e viene anche indicato in % moltiplicando il valore per 100.

### Grandezze di entrata
Alcuni esempi di grandezze in entrata di un trasduttore sono: accelerazione, campo elettrico, campo magnetico, densità, forza, livello, peso, pH, portata, posizione angolare, posizione lineare, pressione, radiazione, segnale elettrico, temperatura, velocità, viscosità, umidità.

### Grandezze di uscita
Le grandezze di uscita dei trasduttori in genere sono: forza, spostamento, variazione di impedenza o segnale elettrico/elettronico.

### Intervallo di entrata/uscita
Un trasduttore è caratterizzato da un intervallo di valori della grandezza d'entrata dove il funzionamento è stabile (o "regolare"). A tale intervallo di valori della grandezza d'entrata corrisponde un intervallo di valori della grandezza di uscita in cui il funzionamento del trasduttore è regolare.
Il massimo intervallo della grandezza da trasdurre dovrà essere compreso nel massimo intervallo di ingresso della grandezza del trasduttore. Anche per l'uscita del trasduttore bisogna tenere presente l'intervallo di regolare funzionamento.
In caso contrario il funzionamento del trasduttore non è più prevedibile e ciò può comportarne il danneggiamento.
Ad esempio:
- gli ingranaggi devono essere progettati affinché i denti delle ruote dentate possano resistere a tutta la potenza che potrebbero essere chiamati a trasdurre e devono avere un attrito delle varie parti nettamente inferiore alla potenza minima prevedibile da trasdurre;
- un trasformatore, se la tensione di ingresso è troppo elevata o l'impedenza del carico alimentato dall'uscita è troppo piccola non trasdurrà in modo regolare e, nel peggiore dei casi, si potrà "bruciare";
- una molla se viene sovraccaricata non trasdurrà in modo regolare e, nel peggiore dei casi si potrà rompere;
- una termocoppia se è sottoposta a una temperatura troppo elevata si può fondere.

### Funzione di trasferimento
La funzione di trasferimento di un trasduttore (o caratteristica del trasduttore) può essere di un tipo tra cui lineare, quadratica, cubica, esponenziale o logaritmica.
I trasduttori più utilizzati possiedono una caratteristica lineare oppure vengono fatti lavorare nell'intervallo dove la caratteristica è lineare (o con buona approssimazione lineare).
In alcuni casi la caratteristica è stabilita empiricamente mediante prove di laboratorio.

### Dipendenza dalle variabili ambientali
Praticamente tutti i trasduttori sono più o meno influenzati, nel loro utilizzo pratico, da una o più delle variabili ambientali. Cioè il loro regolare funzionamento può dipendere e può venir influenzato dalla temperatura, dall'umidità, dalla pressione, dalle polveri in sospensione, dalle radiazioni ionizzanti, dai campi magnetici, dai campi elettrici, dalla luminosità, dalle sostanze presenti nell'atmosfera, ecc. Per cui bisognerà scegliere, con la dovuta attenzione, il trasduttore più idoneo allo scopo e al luogo dove deve operare o, in alternativa, prevedere un'adeguata protezione.
Alcuni esempi possono chiarire questo punto.
- In un ambiente potenzialmente esplosivo, per la presenza di polveri e/o sostanze chimiche esplosive, si dovranno utilizzare componenti elettrici/elettronici adeguatamente protetti per evitare che eventuali scintille possano innescare un'esplosione nell'ambiente di lavoro.
- In un ambiente polveroso si dovranno utilizzare ingranaggi protetti, per impedire che la polvere possa bloccare il loro regolare funzionamento.
- In un ambiente dove sono presenti radiazioni ionizzanti, si dovranno utilizzare componenti elettronici adeguatamente schermati per evitare che le radiazioni danneggino i vari circuiti.
- In un ambiente dove sono presenti intensi campi magnetici e/o intensi campi elettrici sarà necessario utilizzare strumenti elettrici insensibili a tali campi o, in alternativa, strumenti adeguatamente protetti.

## Classificazione
I trasduttori si possono suddividere in base alla tipologia di energia di ingresso e di uscita. In questo caso si possono avere due famiglie di trasduttori differenti:
- trasduttori omogenei: trasduttori dove l'energia di ingresso è omogenea (di identica natura) rispetto a quella di uscita; alcuni esempi di trasduttori omogenei sono:
  - trasduttori meccanici (tra cui gli ingranaggi)
  - trasduttori idraulici (tra cui la condotta forzata)
  - trasduttori elettrici (tra cui il trasformatore)
  - trasduttori elettronici (tra cui il transistor)
- trasduttori non omogenei (o ibridi): trasduttori dove l'energia di ingresso è di diversa natura (non omogenea) rispetto a quella di uscita; alcuni esempi di trasduttori non omogenei sono:
  - trasduttori elettromeccanici (grandezza elettrica → grandezza meccanica e viceversa)
  - trasduttori elettro-ottici (grandezza elettrica → grandezza ottica e viceversa)
  - trasduttori magnetoelettrici (grandezza magnetica → grandezza elettrica e viceversa)
  - trasduttori piezoelettrici (grandezza pressione → grandezza elettrica e viceversa).

I trasduttori si possono suddividere anche in base al rapporto tra l'energia di uscita e quella di ingresso:
- trasduttori attivi: quando l'energia in uscita è inferiore all'energia in ingresso (es. ingranaggi, trasformatore, molle, ecc. Un esempio può essere il trasduttore piezoceramico, che percepisce le vibrazioni e gli impatti subiti dalla struttura trasformando l'energia meccanica in segnale elettrico)
- trasduttori passivi (o inerti): quando l'energia in uscita è uguale o superiore all'energia di ingresso. Questo significa che il trasduttore deve essere alimentato da una fonte di energia ausiliaria esterna (es. triodo, transistor, ecc.)

### Trasduttori monouso
In genere i trasduttori sono tutti riutilizzabili più volte, ma esistono anche trasduttori monouso; ad esempio la cartina di tornasole (che trasduce il valore del pH di un liquido in una variazione di colorazione della cartina medesima) è uno di questi:
| Trasduttore          | Funzione di ingresso | Funzione di uscita            |
| -------------------- | -------------------- | ----------------------------- |
| Cartina di tornasole | pH                   | colore sulla cartina medesima |

Una volta utilizzata, non è più riutilizzabile e per eseguire una nuova misurazione del pH c'è la necessità di una nuova cartina.
Altri esempi di trasduttori monouso sono alcuni trasduttori di pressione, di temperatura, ecc. per applicazioni medicali (sono monouso per ovvi problemi igienici).

## Accoppiamento

### In serie o cascata
È possibile accoppiare più trasduttori in cascata o in serie per ottenere un trasduttore complessivo con caratteristiche molto specifiche. In questo caso la grandezza di uscita del primo trasduttore deve essere di identica natura alla grandezza di entrata del secondo trasduttore per poter effettuare il relativo accoppiamento. In ultima analisi l'uscita complessiva dei trasduttori è, normalmente, pneumatica o elettrica/elettronica.
Il motivo per cui i trasduttori possiedono un'uscita pneumatica è che, fino a non tantissimi anni fa, era il solo sistema per poter effettuare delle operazioni complesse, su una macchina, in modo completamente automatico.
Ultimamente l'elettronica ha soppiantato praticamente tutti i comandi pneumatici e questo è il motivo per cui moltissimi trasduttori moderni hanno un'uscita elettrica/elettronica. Le caratteristiche del segnale di uscita sono normalizzate per poter rendere rielaborabile il segnale da altri componenti o da un computer. In questo caso si ha una netta separazione di significato tra "sensore" e "trasduttore".
Il sensore è l'elemento che percepisce l'energia di entrata, la trasduce (cioè ne cambia alcune caratteristiche), e la trasmette verso il modulo che la rielabora per renderla compatibile con l'uscita elettrica/elettronica normalizzata. Il trasduttore è l'apparecchiatura nel suo complesso e comprende pertanto il sensore e il modulo di normalizzazione. È superfluo dire che il modulo di normalizzazione è un trasduttore nel significato più ampio, visto che trasduce l'uscita del sensore nel segnale elettrico/elettronico normalizzato.

#### Esempi di utilizzo di più trasduttori in cascata

##### Primo esempio
Se si ha la necessità di misurare una portata e riportare questo valore su uno strumento in una sala comandi si potrebbe realizzare un trasduttore in questo modo. Un tubo di Pitot accoppiato a un potenziometro accoppiato, a sua volta, a un ponte di Wheatstone alimentato, che risulta accoppiato a uno strumento indicatore. Le seguenti sono le varie funzioni di trasferimento coinvolte.
| Trasduttore                    | Funzione di ingresso     | Funzione di uscita                         |
| ------------------------------ | ------------------------ | ------------------------------------------ |
| Tubo di Pitot                  | portata                  | spostamento lineare                        |
| Potenziometro                  | spostamento lineare      | variazione di resistenza                   |
| Ponte di Wheatstone alimentato | variazione di resistenza | segnale elettrico                          |
| Strumento indicatore           | segnale elettrico        | spostamento lineare - spostamento angolare |

In realtà il tubo di Pitot misura la somma di una quantità proporzionale alla pressione del fluido a una quantità proporzionale alla velocità del fluido (KP + K'V). Non è difficile, da questa misurazione, estrarre la sola componente della velocità e da questo valore calcolare la portata del relativo fluido.

##### Secondo esempio
In una comunissima bilancia familiare sono presenti alcuni trasduttori. Al suo interno sarà presente una molla accoppiata a un ingranaggio. Le seguenti sono le varie funzioni di trasferimento coinvolte.
| Trasduttore | Funzione di ingresso | Funzione di uscita   |
| ----------- | -------------------- | -------------------- |
| Molla       | forza                | spostamento lineare  |
| Ingranaggi  | spostamento lineare  | spostamento angolare |

### In parallelo
Almeno in linea teorica, è possibile accoppiare, in parallelo, più trasduttori identici, cioè che possiedono la medesima grandezza di entrata e di uscita. In questo caso i trasduttori attingono alla medesima grandezza di entrata con lo scopo di avere un'uscita più energica. In pratica questo non avviene quasi mai (sono veramente pochi i casi di trasduttori che, nella pratica, vengono collegati in parallelo) perché non esistono due trasduttori veramente identici.
Accoppiando in parallelo due trasduttori si corre il rischio che uno dei due lavori in sovraccarico e l'altro lavori sotto carico. Il rischio concreto è quello che il trasduttore che lavora in sovraccarico si guasti per eccesso di carico. Appena ciò avviene si potrebbe guastare immediatamente anche l'altro trasduttore per eccesso di carico visto che il primo trasduttore non contribuisce più al trasferimento energetico. Per cui si può avere la rottura, in contemporanea, di tutti i trasduttori accoppiati in parallelo.
Per evitare questo problema ci sono due soluzioni. La prima soluzione è quella di richiedere un'energia di trasferimento complessiva minore della somma delle energie di trasferimento dei singoli trasduttori, proprio per evitare che il trasduttore che lavora in sovraccarico si possa guastare. La seconda soluzione è quella di utilizzare un solo trasduttore con caratteristiche adeguatamente maggiorate. Cioè, per essere chiari, o si utilizzano due, o più, trasduttori facendoli lavorare sotto carico oppure si utilizza un trasduttore adeguato alle maggiori richieste.

## Esempi di trasduttori e loro caratteristiche
Nella tabella seguente sono indicati alcuni esempi di trasduttori:
| Trasduttore                    | Funzione di ingresso                         | Funzione di uscita                         |
| ------------------------------ | -------------------------------------------- | ------------------------------------------ |
| Membrana                       | pressione                                    | forza - movimento                          |
| Molla                          | forza                                        | spostamento lineare - spostamento angolare |
| Ingranaggi                     | spostamento angolare - spostamento lineare   | spostamento angolare - spostamento lineare |
| Piezoelettrico                 | pressione - forza                            | segnale elettrico                          |
| Tubo di Pitot                  | portata                                      | spostamento lineare                        |
| Termistore                     | temperatura                                  | variazione di impedenza                    |
| Resistore strain-gage          | forza                                        | variazione di impedenza                    |
| Potenziometro                  | spostamento lineare - spostamento angolare   | variazione di impedenza                    |
| Ponte di Wheatstone alimentato | variazione di impedenza (ma non di capacità) | segnale elettrico                          |
| Ponte di Shering alimentato    | variazione di capacità                       | segnale elettrico                          |
| Trasformatore                  | segnale elettrico                            | segnale elettrico                          |
| Bobina                         | segnale elettrico                            | segnale magnetico                          |
| Led                            | corrente elettrica                           | segnale luminoso                           |
| Diodo laser                    | corrente elettrica                           | segnale laser                              |
| Antenna                        | segnale elettromagnetico                     | segnale elettrico                          |
| Sensore di flusso di calore    | valore di calore                             | segnale elettrico                          |

### Elementi passivi utilizzati come trasduttori
Esistono alcuni elementi passivi che si possono trasformare in trasduttori con alcuni artifici più o meno complessi se alimentati con una fonte di energia elettrica esterna adeguata. In realtà, in alcuni casi, questi artifici ne modificano soltanto le caratteristiche elettriche, per cui non sono dei veri e propri trasduttori (non esiste trasferimento energetico tra causa ed effetto) comunque, con questi artifici, i vari componenti passivi acquisiscono una funzione di trasferimento che lega, in modo biunivoco, la causa con il relativo effetto. Questa è la condizione necessaria e sufficiente per poterli utilizzare come trasduttori.
Resistore
| Trasduttore | Funzione di ingresso | Funzione di uscita |
| ----------- | -------------------- | ------------------ |
| Resistore   | corrente elettrica   | temperatura        |

Il resistore è un elemento passivo, ma ha una caratteristica particolare. Se attraversato da una corrente elettrica si scalda e raggiunge una temperatura dipendente dalla corrente elettrica che l'attraversa (Effetto Joule). Per cui, misurando la temperatura, si può risalire al valore della corrente elettrica che transita nel resistore. Vedi amperometri termici. È quindi possibile sfruttare questa caratteristica per creare un trasduttore.
Condensatore
Il condensatore è un elemento passivo, ma ha una caratteristica particolare. Se si modifica il valore della costante dielettrica o la distanza tra le armature o anche la loro superficie contrapposta si modificano i suoi parametri elettrici. È possibile sfruttare questa caratteristica per creare un trasduttore.
- 1º esempio

Se una faccia del condensatore a facce piane è fissa e l'altra è mobile è possibile trasdurre lo spostamento, lineare o angolare, della faccia mobile in una variazione di segnale elettrico.
| Trasduttore | Funzione di ingresso                       | Funzione di uscita |
| ----------- | ------------------------------------------ | ------------------ |
| Capacitore  | spostamento lineare - spostamento angolare | segnale elettrico  |

Un esempio pratico è la manopola di sintonizzazione delle radio.
- 2º esempio

Se le due facce del condensatore a facce piane sono immerse parzialmente in un liquido dielettrico (comunemente olio) è possibile trasdurre il livello del liquido dielettrico in una variazione di segnale elettrico.
| Trasduttore | Funzione di ingresso | Funzione di uscita |
| ----------- | -------------------- | ------------------ |
| Capacitore  | spostamento lineare  | segnale elettrico  |

Induttore
L'induttore è un elemento passivo, ma ha una caratteristica particolare. Se si modifica il valore della costante dielettrica si modificano i suoi parametri elettrici. È possibile sfruttare questa caratteristica per creare un trasduttore. Si noti come:
Se si introduce parzialmente un oggetto metallico in un induttore si può trasdurre lo spostamento di tale oggetto, dentro la bobina, in una variazione di segnale elettrico.
| Trasduttore | Funzione di ingresso                       | Funzione di uscita |
| ----------- | ------------------------------------------ | ------------------ |
| Induttore   | spostamento lineare - spostamento angolare | segnale elettrico  |

### Utilizzo alla rovescia
In genere, alimentando i trasduttori alla rovescia (alimentati all'entrata con una grandezza compatibile con l'uscita) non funzionano e si possono danneggiare. Esistono alcuni e rari casi dove alimentando i trasduttori in questo modo funzionano regolarmente, con la dovuta inversione della funzione di trasferimento. Alcuni esempi di trasduttori funzionanti ugualmente sono il trasformatore, alcuni tipi di accoppiamento tra ingranaggi, i trasduttori piezoelettrici, i LED, ecc. Come è possibile vedere dall'elenco, i trasduttori alimentabili alla rovescia sono sia di tipo omogeneo sia di tipo non omogeneo (vedi classificazione successiva).

### Errori dei trasduttori
I trasduttori possiedono molte caratteristiche per cui possiedono altrettanti problemi che devono essere tenuti in considerazione per il loro utilizzo pratico. Alcune di queste caratteristiche sono tipiche di trasduttori specifici. Alcune di queste caratteristiche limitano l'utilizzo dei trasduttori:
- Caratteristica statica
- Caratteristica dinamica
- Dipendenza dalle variabili ambientali
- Errore di trasferimento
- Errore di quantizzazione
- Affidabilità
- Errore di guadagno.

In particolare per tutti i trasduttori si ha dipendenza dalle variabili ambientali.

## Trasduttori nel mondo reale

### Trasduttori presenti in una bicicletta
A titolo di esempio, ecco alcuni dei trasduttori presenti in una bicicletta.
| Trasduttore                                                          | Funzione di ingresso | Funzione di uscita   |
| -------------------------------------------------------------------- | -------------------- | -------------------- |
| accoppiamento tra la corona e la catena                              | spostamento angolare | spostamento lineare  |
| accoppiamento tra la catena e il pignone                             | spostamento lineare  | spostamento angolare |
| accoppiamento tra la ruota posteriore ed il terreno                  | spostamento angolare | spostamento lineare  |
| accoppiamento tra il terreno e la ruota anteriore                    | spostamento lineare  | spostamento angolare |
| dinamo                                                               | spostamento angolare | segnale elettrico    |
| lampadina dei fari                                                   | segnale elettrico    | flusso luminoso      |
| accoppiamento tra la leva ed il filo d'acciaio dei cambi e dei freni | spostamento angolare | spostamento lineare  |

### Trasduttori che normalmente non vengono utilizzati come tali
Esistono degli elementi che, nonostante siano dei trasduttori, non vengono comunemente usati come tali.
| Trasduttore                | Funzione di ingresso | Funzione di uscita |
| -------------------------- | -------------------- | ------------------ |
| Lampadina ad incandescenza | energia elettrica    | flusso luminoso    |

Se la corrente elettrica che attraversa il filamento varia, anche la sua luminosità varia di conseguenza. È possibile, in linea teorica, poter valutare la corrente elettrica che attraversa il filamento di tungsteno della lampadina, attraverso il flusso luminoso emesso.

### Elementi che potrebbero sembrare trasduttori, ma che non lo sono
Esistono molti componenti che, ad una superficiale analisi, potrebbero sembrare dei trasduttori, ma, se ci si attiene alla definizione di trasduttore, è facile capire che non lo sono.
| Trasduttore  | Funzione di ingresso | Funzione di uscita |
| ------------ | -------------------- | ------------------ |
| Interruttore | pressione            | energia elettrica  |

L'interruttore non è un trasduttore perché l'energia di uscita non è funzione dell'energia di entrata. Un secondo motivo, per cui un interruttore non è un trasduttore, è che se la forza che lo ha azionato si azzera non si azzera il suo effetto. Per azzerarne l'effetto è necessario premere nuovamente l'interruttore medesimo.
| Trasduttore | Funzione di ingresso | Funzione di uscita |
| ----------- | -------------------- | ------------------ |
| Pulsante    | pressione            | energia elettrica  |

Il pulsante non è un trasduttore perché l'energia di uscita non è funzione dell'energia di entrata. Al suo interno c'è un trasduttore (la molla) che trasduce la forza in spostamento lineare.
| Trasduttore         | Funzione di ingresso | Funzione di uscita |
| ------------------- | -------------------- | ------------------ |
| diodo e diodo Zener | energia elettrica    | -                  |

Il diodo e il diodo Zener non sono dei trasduttori perché non possiedono un'uscita dell'energia elettrica in entrata. Sono soltanto elementi elettronici passivi, cioè modificano il parametro "corrente elettrica" rispetto al parametro "tensione elettrica".

### Trasduttori presenti negli animali e nelle piante
La definizione di trasduttore è molto ampia e generica, tanto che rientrano in questa categoria anche i trasduttori presenti sugli esseri viventi (piante e animali). 
| Trasduttore                      | Funzione di ingresso     | Funzione di uscita     |
| -------------------------------- | ------------------------ | ---------------------- |
| Apparato visivo                  | flusso luminoso          | segnale elettrochimico |
| Apparato uditivo                 | pressione                | segnale elettrochimico |
| Sensori del tatto                | pressione                | segnale elettrochimico |
| Sensori dell'olfatto             | composizione chimica     | segnale elettrochimico |
| Papille gustative                | composizione chimica     | segnale elettrochimico |
| Ricettori del dolore             | pressione                | segnale elettrochimico |
| Corde vocali                     | pressione muscolare      | pressione              |
| Muscoli                          | segnale elettrochimico   | spostamento angolare   |
| Abbronzatura                     | radiazione ultravioletta | segnale elettrochimico |
| Apparato uditivo dei pipistrelli | pressione (ultrasuoni)   | segnale elettrochimico |
| Sensori elettrici degli squali   | segnale elettrico        | segnale elettrochimico |
| Foglie                           | flusso luminoso          | segnale elettrochimico |